# 이재봉
이재봉(李載鳳, 1820년 ~ 1885년)는 조선시대의 무신으로 삼도수군통제사(三道水軍統制使) 및 형조판서(刑曹判書)를 지냈다.

## 생애
조선후기의 문무신으로 본관은 전주, 휘는 재봉(載鳳), 자는 순소(舜昭), 초명은 봉주(鳳周)이다. 덕흥대원군의 12대손이며, 병마절도사(兵馬節度使) 이습(李熠)의 장남으로 경진(庚辰) 3월 5일생으로 탄생하였다.
부인은 부사(府使) 인동인(仁同人) 장언급(張彦汲)의 딸로 정부인(貞夫人) 장씨(長氏)와 인동인(仁同人) 장수급(張壽汲)의 딸로 정부인(貞夫人) 장씨(長氏)이다.
남선무과(南宣武科)에 급제하여 희천군수(熙川郡守)를 거쳐 1859년(철종 10) 경상우도병마절도사(慶尙右道兵馬節度使)되었다가 1862년(철종 13) 7월 15일 전라도병마절도사(全羅道兵馬節度使)를 역임하고, 이해 12월 7일 삼도수군통어사(三道水軍統禦使)에 제수되었다.
1864년(고종 1) 2월 4일 삼도수군통제사(三道水軍統制使)에 제수되었다가 1866년(고종 3) 1월 29일 종친부 종정경(宗親府 宗正卿), 이해 2월 5일 훈련도정(訓鍊都正), 3월 2일 형조참판(刑曹參判), 4월 10일 우윤(右尹), 5월 1일 지의금(知義禁) 겸 부총관(副摠管), 도총관(都摠管)이 되었다가 이해 5월 10일 지종정경(知宗正卿), 5월 13일 공조판서(工曹判書), 11월 5일 지훈련(知訓鍊)이 되었다.
1867년(고종 4) 녹도(鹿島)에 위리안치(圍籬安置) 되었다가 1868년(고종 5) 3월 2일에 석방되었다. 이해 3월 6일 명자(名字)를 재봉(載鳳)으로 개명하였고, 이해 11월 20일 형조판서(刑曹判書)가 되었다.
1872년(고종 9) 지종정경(知宗正卿)을 역임하고, 1879년(고종 16) 4월 19일 파직되어 안변부(安邊府)에 정배(定配)되었다가 1880년(고종 17) 1월 3일에 석방되었다. 1882년(고종 19) 6월 19일 한성부 판윤(漢城府判尹)에 제수되었다. 을유(乙酉) 1885년(고종 22) 12월 17일 향년 66세로 별세하였다.

## 가족관계
- 아버지 : 병마절도사(兵馬節度使) 이습(李熠)
- 어머니 : 정부인(貞夫人) 서씨(徐氏), 달성인(達城人) 부사(府使) 서양보(徐良輔)의 딸.
  - 1부인 : 정부인(貞夫人) 장씨(長氏), 인동인(仁同人) 부사(府使) 장언급(張彦汲)의 딸.
  - 2부인 : 정부인(貞夫人) 장씨(長氏), 인동인(仁同人) 장수급(張壽汲)의 딸.
    - 양자 : 이창용(李昌鎔), 이응주의 친아들.
    - 아들 : 이현용(李顯鎔)
    - 딸 : 창원인(昌原人) 동돈녕(同敦寧) 황신연(黃莘淵)에게 하가.

  - 동생 : 부사(府使) 이응주(李鷹周)
  - 동생 : 이재붕(李載鵬)

| 전임 정규응 | 제190대 삼도수군통제사 1864년 2월 - 1866년 2월 | 후임 김건 |

| 전임 민영위 | 한성부판윤 1882년 6월 19일 ~ | 후임 심이택 |